# Corydoras britskii
Corydoras britskii, thường gọi là cá chuột Britski, là một loài cá da trơn nước ngọt nhiệt đới thuộc chi Corydoras trong họ Callichthyidae. Loài này được tìm thấy ở lưu vực thượng nguồn sông Paraguay, thuộc quốc gia Brazil. Loài này trước đây được xếp vào chi Brochis.
C. britskii được mô tả lần đầu tiên vào năm 1983, được đặt theo tên của tiến sĩ Heraldo A. Britski, nhà ngư học người Brazil.

## Mô tả
C. britskii trưởng thành dài khoảng 8 – 9 cm. Chúng thường sống ở tầng đáy của các sông hồ, thích hợp với môi trường nước có độ pH từ 6,0 đến 7,0, độ cứng của nước khoảng 2 - 25 dGH và nhiệt độ khoảng từ 20 đến 24 °C. Thức ăn chủ yếu của C. britskii là giun, côn trùng, động vật giáp xác và rong rêu. Cá mái đẻ trứng trong thảm thực vật dày và không bảo vệ trứng.
Chi Brochis được phân biệt với các chi khác bởi số vây tia ở vây lưng của chúng. Các loài Brochis có hơn 10 vây tia, trong khi tất cả các thành viên khác của phân họ Corydoradinae chỉ có 7. Vì thế mà C. britskii có nhiều vây tia ở vây lưng (15 - 18 cái) khi so sánh với các loài Corydoras khác. C. britskii có một tấm xương ở phía dưới đầu; đặc điểm này không có trong các loài Brochis khác.
Tương tự như các loài khác trong Corydoras, C. britskii cũng được nuôi làm cảnh.